# 역사채널e
역사채널e는 한국교육방송공사(EBS)에서 방송하는 5분 정도 길이의 단편 역사 프로그램이다. 일정 기간 동안 방영한 에피소드의 내용을 모아 《역사 e》라는 이름의 책도 발간하는데, 2016년 12월까지 일반인들을 대상으로 한 서적 다섯 권이 출간되었다.

## 방송 시간
| 방송 채널 | 방송 기간                         | 방송 시간                      |
| --------- | --------------------------------- | ------------------------------ |
| EBS 1TV   | 2011년 10월 7일 ~ 2012년 2월 24일 | 매주 금요일 오후 8:45(본방송)  |
| EBS 1TV   | 2011년 10월 7일 ~ 2012년 8월 17일 | 매주 금요일 오전 12:00(재방송) |
| EBS 1TV   | 2012년 3월 2일 ~ 2012년 8월 24일  | 매주 금요일 오후 8:25(본방송)  |
| EBS 1TV   | 2012년 8월 31일 ~ 2013년 8월 23일 | 매주 금요일 오후 2:00(본방송)  |
| EBS 1TV   | 2012년 8월 31일 ~ 2013년 2월 22일 | 매주 금요일 오후 8:25(재방송)  |
| EBS 1TV   | 2013년 3월 1일 ~ 2013년 8월 23일  | 매주 금요일 오후 7:25(재방송)  |
| EBS 1TV   | 2013년 8월 30일 ~ 2014년 2월 21일 | 매주 금요일 오후 11:35(재방송) |
| EBS 1TV   | 2013년 8월 30일 ~ 2014년 2월 21일 | 매주 금요일 오후 1:05(본방송)  |
| EBS 1TV   | 2014년 2월 27일 ~ 2016년 2월 25일 | 매주 목요일 오후 1:05(본방송)  |
| EBS 1TV   | 2014년 2월 28일 ~ 2016년 8월 26일 | 매주 금요일 오전 12:05(재방송) |
| EBS 1TV   | 2016년 3월 3일 ~ 2017년 2월 23일  | 매주 목요일 오후 12:40(본방송) |
| EBS 1TV   | 2016년 8월 31일 ~ 2017년 2월 22일 | 매주 수요일 오후 12:40(본방송) |
| EBS 1TV   | 2017년 4월 29일 ~ 2018년 2월 24일 | 매주 토요일 오후 5:40(재방송)  |

## 책
- 《역사 e 1 : 세상을 깨우는 시대의 기록》, 북하우스, 2013년. ISBN 9788956056388
- 《역사 e 2 : 세상을 깨우는 시대의 기록》, 북하우스, 2013년. ISBN 9788956057019
- 《역사 e 3 : 세상을 깨우는 시대의 기록》, 북하우스, 2014년. ISBN 9788956058092
- 《역사 e 4 : 세상을 깨우는 시대의 기록》, 북하우스, 2016년. ISBN 9788956054933
- 《역사 e 5 : 세상을 깨우는 시대의 기록》, 북하우스, 2016년. ISBN 9788956057866